# Wols
Alfred Otto Wolfgang Schulze (Berlijn, 27 mei 1913 - Parijs, 1 september 1951) bekend als Wols, was een Duitse fotograaf, kunstschilder en graficus. Hij wordt beschouwd als een belangrijke pionier en vertegenwoordiger van het tachisme en de informele schilderkunst. Zijn kunstenaarsnaam 'Wols' ontstond uit zijn initialen Wolfgang Schulze. 

## Levensloop

### Kinderjaren en jeugd
Schulze, zoon van de hooggeplaatste ambtenaar in Berlijn Dr jur. Alfred Schulze, 1878-1929, en Eva Schulze, geboren Battmann, 1886-1969, groeide met zijn zus Elfriede Schulze op in gezin met een culturele belangstelling. In 1919 verhuisde het gezin van Berlijn naar Dresden, waar het contacten onderhield met Dresdner kunstenaars als Otto Dix, Ludwig von Hofmann, Robert Sterl en Rosa Schafer, waardoor de kinderen al vroeg met de kunst in aanraking kwamen.
In 1922 ging Schulze naar het humanistische Gymnasium in Dresden-Neustadt. In 1926 bezocht Schulze in Dresden de Grote Internationale Kunsttentoonstelling met werken van moderne kunst en een tentoonstelling naar aanleiding van de 50e verjaardag van Paul Klee. Beide tentoonstellingen maakten een grote indruk op hem. Hij was ook tot de dood van zijn vader in 1928 actief in de sport en in de muziek. In 1927 stapte Schulze over naar het humanistische gymnasium Zum heiligen Kreuz.
De vroege dood van zijn vader veroorzaakte een ernstig trauma. In 1930 verliet Wolfgang Schulze de school en nam privélessen als voorbereiding op zijn examen. Ondanks zijn goede prestaties werd hem de toelating tot het examen geweigerd. Hij werkte eerst in een Dresdener Mercedes-garage en vervolgens in de prestigieuze fotostudio van de Hongaarse Genja Jonas, die bekend was vanwege haar portretfoto's. Hij nam deel aan literaire avonden van de Dresdener schrijvers en kunstenaars als Otto Dix, Will Grohmann, Fritz Löffler, Fritz Bienert en Gret Palucca. Na een korte studie aan de Schule Reimann in Berlijn, werkte hij in 1932 gedurende enkele maanden als vrijwilliger bij het Frobenius-Institut voor Volkenkunde in Frankfurt am Main. Daar inventariseerde hij Afrikaanse muziekinstrumenten. Reeds in 1928 had hij enkele weken doorgebracht in het huis van de etnoloog Leo Frobenius, vriend van de familie Schulze, nabij het Lago Maggiore.

### Emigratie
Op 14 juli 1932 reisde Schulze op aanbeveling van de Bauhausleraar László Moholy-Nagy naar de kunststad Parijs. Daar ontmoette hij de kunstenaars Amédée Ozenfant en Fernand Léger. In februari 1933 ontmoette hij daar de Roemeense modeontwerpster Helène Marguerite Dabija, Gréty, die met de surrealistische dichter Jacques Baron was getrouwd. Dat was haar eerste huwelijk. Zij en haar zus 'Gazelle' kenden nog andere surrealistische kunstenaars. Zij werd Schulze's vriendin en stelde hem voor aan Hans Arp, Alexander Calder, Alberto Giacometti en vele andere persoonlijkheden uit de wereld van het Parijse theater, literatuur en kunst. Op 14 juli 1933 reisde Schulze voor de laatste keer naar Duitsland, om een erfeniskwestie te regelen. Vanwege de machtsovername door de nazi's besloot hij zich in Parijs te vestigen. Hij keerde niet meer terug naar Duitsland.
Zonder werkvergunning was het leven in Parijs voor hem niet rooskleurig en zo reisde hij in oktober 1933 samen met Grety naar Barcelona en van daaruit verder naar Majorca. Zijn weigering om aan de oproep voor de Duitse dienstplicht gehoor te geven, bracht hem in de komende jaren steeds opnieuw in de problemen met de Spaanse en Franse autoriteiten. Zonder papieren, werd hij beschouwd als een deserteur en stateloze, wat meer dan eens tot een arrestatie leidde. Van Majorca verhuisden Schulze en Grety in 1934 naar Ibiza. Af en toe werkte hij als taxichauffeur, gids en leraar Duits. Van de foto's, tekeningen en aquarellen uit Spanje zijn er slechts weinig bewaard gebleven. Waarschijnlijk tegen het einde van 1935 werd hij gedeporteerd uit Spanje en keerde hij via avontuurlijke wegen door de besneeuwde Pyreneeën terug naar Frankrijk.

### Als fotograaf in Parijs
In 1936 verkreeg hij met hulp van Fernand Léger en Georges-Henri Rivière een tijdelijke verblijfsvergunning met maandelijkse meldingsplicht. Zonder eigenlijke werkvergunning verdiende hij zijn levensonderhoud met fotograferen. In 1937 kreeg hij van officiële zijde de lucratieve opdracht het Pavillon de l'Elegance et de la Parure op de Parijse wereldtentoonstelling te fotograferen. Hij was in feite de enige rechthebbende. Zijn ongebruikelijke ruimtelijke foto's en modefoto's werden als ansichtkaarten verkocht en in vele internationale modebladen afgedrukt. Uit deze periode dateert zijn pseudoniem 'Wols'. Een telefoniste zou, volgens het verhaal, bij het aannemen van een telegram zijn naam verkeerd hebben verstaan en deze verkort als 'Wols' hebben doorgegeven. Van 30 januari tot 18 februari 1937 werd zijn werk voor het eerst openbaar tentoongesteld, dat was in de gerenommeerde fotogalerie Galerie de la Pleiade en droeg de titel Foto's van Wolf Schulze.
Tussen 1937 en 1939 werkte Wols met succes als portretfotograaf en onderhield hij samen met Grety vriendschappelijke betrekkingen met Parijse acteurs, schrijvers en beeldend kunstenaars, die hij ook fotografeerde. Hij nam zwart-wit foto's van Roger Blin, Max Ernst, Jacques Prévert en Jacqueline Laurent, de jonge zangeres Mouloudji, van Rafael Alberti, van de schilder Sabine Hettner, de danseres Nina Weichberger en de actrices Sonia Mosse, Nicole Boubant, Susanne Magisson-Borel. Hij maakte ook een serie zelfportretten en fotografeerde stadsgezichten en stillevens.

### 1939-1945: internering en vlucht
Op 3 september 1939, onmiddellijk na het uitbreken van de Tweede Wereldoorlog, werd Wols samen met vele andere Duitsers als ongewenste vreemdeling opgepakt en geïnterneerd in Stade de Colombes in een voorstad van Parijs, vervolgens werd hij overgebracht naar gevangenenkampen in Neuvy-sur-Barangeon, Montargis, Les Milles bij Aix-en-Provence en Saint-Nicolas bij Nîmes. 
Met Wols waren in de steenfabriek van Les Milles ook anderen geïnterneerd: Heinrich Maria Davringhausen, Ernst Engel, Max Ernst, Lion Feuchtwanger, Henri Gowa, Walter Hasenclever, Franz Hessel, Alfred Kantorowicz, Max Lingner, Willy Maywald, Anton Räderscheidt, Max Raphael en Karl Wilczynski. Tijdens de internering maakten zij een aantal surrealistische tekeningen en aquarellen, die het leven in het kamp als onderwerp hadden. Wols werd op 29 oktober 1940, na zijn huwelijk met Grety, vrijgelaten uit het interneringskamp Les Milles. Zij was sinds haar vorige huwelijk Frans staatsburger. Als getuige tijdens het huwelijk in het stadhuis van Aix-en-Provence trad de kunsthistoricus John Rewald op.
Van november 1940 tot december 1942 woonde het echtpaar in Cassis bij Marseille. Omdat de omstandigheden daar zeer moeilijk waren en probeerden ze met hulp van Varian Fry en het Centre Americain de Secours naar de Verenigde Staten te emigreren. De Amerikaanse schrijver Kay Boy deed hetzelfde. Le Fry en Boyle ontvingen meer dan honderd aquarellen van Wols, die in Amerika de kwaliteit van zijn werk zouden moeten bewijzen, zodat hij een immigratievergunning zou krijgen. De aquarellen werden in New York in de Gallery van Betty Parsons tentoongesteld en te koop aangeboden. Na de bezetting van het gedemilitariseerde zuidelijke deel van Frankrijk door Duitse troepen moesten Wols en Grety Cassis verlaten. De gewenste visa kwamen te laat. Tijdens de vlucht naar Dieulefit bij Montélimar gingen veel van Wols' werken verloren. Van 1943 tot het einde van de oorlog in 1945 verleende de burgemeester van Dieulefit het echtpaar onderdak. Gedurende deze tijd ontstond een vriendschap tussen de Wols en de schrijver Henri-Pierre Roche, die een van de eerste verzamelaars van Wols' aquarellen werd. Wols bestudeerde de geschriften van William Faulkner, Edgar Allan Poe, Lautréamont, Franz Kafka, Laozi en Jean-Paul Sartre. In Dieulefit maakte hij nog meer aquarellen, tekeningen en notitiepagina's en ging hij opnieuw fotograferen. Uiteindelijk begon hij in olieverf te schilderen op kleine formaten. Een toenemende mate van alcoholisme had een negatieve invloed zijn gezondheid.

### Succes als schilder
Nadat hij in 1945 in Parijs was teruggekeerd werden Wols' aquarellen door de galerie van Rene Drouin voor het eerst tentoongesteld. De werken waren veelal van klein formaat en werden in kleine vitrines gepresenteerd, waarbij ze indirect werden verlicht. Kort voor de opening verzocht Wols de tentoonstelling af te gelasten. Hij raakte bevriend met Jean-Paul Sartre, die de kunstenaars de komende tijd ondersteunde. Het was voor Wols een moeilijke tijd, die met grote financiële en psychische problemen gepaard ging.
Door Drouin toegerust met schildersdoeken en olieverf, maakte Wols in korte tijd meer dan veertig olieverfschilderijen. Op 23 mei 1947 werd een tentoonstelling van deze werken geopend bij Drouin. De expositie werkte als een schok voor het Parijse publiek en maakte de kunstenaar bekend in de wereld van de kunst. Hij nam deel aan de overzichtstentoonstellingen Salon des Realites Nouvelles en L'Imaginaire, met schilderijen van Hans Arp, Victor Brauner, Camille Bryen, Hans Hartung, Georges Mathieu, Jean-Paul Riopelle, Raoul Ubac, en sloot vriendschap met Jean Paulhan en de schilder Mathieu. behalve dat hij teksten van Jean-Paul Sartre, Franz Kafka, Jean Paulhan en Antonin Artaud illustreerde, maakte hij ook voor zichzelf grafische werken.
In de jaren van 1948 tot 1950 gaf hij, ondanks ernstige gezondheidsproblemen, de tijdelijke scheiding van Grety en permanente verandering van woonplaats, tentoonstellingen in Parijs, Milaan en New York. Daarbij lag de nadruk op het werk, dat hij na 1945 had gemaakt. Een vast contract voor twee jaar met de galeriehouder Pierre Loeb stond garant voor Wols' levensonderhoud. In 1951 ging zijn gezondheid verder achteruit. Longontsteking en hepatitis als gevolg van zijn ernstige alcoholverslaving dwongen Wols tot een verblijf in een ziekenhuis en een ontwenningskuur. In de zomer van 1951 herstelde hij zich tijdens een verblijf in Champigny-sur-Marne, waar Grety voor hem zorgde. Met hernieuwde kracht werkte Wols aan weer meer schilderijen en aquarellen.

### Overlijden
In de nacht van 24 op 25 augustus 1951 liep Wols een zware voedselvergiftiging op door het eten van bedorven vlees. Hij kreeg hoge koorts. Omdat men blindedarmontsteking vermoedde werd zijn vergiftiging niet behandeld. Zwaar aangeslagen werd hij te laat in een ziekenhuis opgenomen. De dood in het gezicht ziend liet hij zich op 31 augustus 1951 door Grety naar een luxueuze suite in het Montalembert Hotel brengen, waar hij de volgende ochtend overleed. Zijn lichaam moest door de achterdeur het hotel verlaten. De begrafenis van Wols vond plaats op 4 september 1951 in het columbarium van de begraafplaats Père Lachaise. 
In de jaren 1955-1964 waren Wols' werken postuum te zien tijdens documenta 1, II en III in Kassel.

## Werk
De artistieke werk van Wols kan grofweg worden verdeeld in vier fasen. Hij begint in 1933 als fotograaf in Parijs en werkt in de eerste plaats als freelancer in dit beroep tot aan zijn internering in 1939. In de interneringskampen 1939-40 maakt hij uitsluitend tekeningen en aquarellen. Tussen 1940/41 en 1945 leefde Wols ondergedoken in het zuiden van Frankrijk, tekent, maakt aquarellen en fotografeert. Hij begint vermoedelijk met eerste kleine schilderijen in olieverf. In deze voor het latere werk belangrijke fase verandert Wols zijn aanpak, wat zich in verschillende notities en aforismen aftekent. Tussen 1945 en 1951 gaat zijn aandacht geheel uit naar het schilderen met olieverf en het maken van aquarellen en etsen. De fotografie speelt na 1945 geen rol meer in zijn werk.
Uit zijn ruim honderd bewaard gebleven olieverfschilderijen blijkt dat Wols met ongebruikelijke anti-academische methoden experimenteerde. Hij liet verdunde verf in verschillende lagen over het schuin geplaatste doek lopen, zodat een dicht vlechtwerk van sporen ontstond en hij bewerkte de gedroogde lagen met de achterkant van zijn penseel, met vorken en paletmessen wellicht, zodat er inkervingen en groeven ontstonden. Soms doordrenkte hij zijn doeken vooraf met gekleurde terpentijn. De schilderijen in een soort drippingtechniek doen denken aan de gezichten die door het leven zijn getekend, door lijden en ouderdom. 
Wols' tekeningen, aquarellen en schilderijen werden aanvankelijk beïnvloed door de surrealistische methode van het automatisch schrijven. Ze ontstonden mede onder invloed van alcohol en drugs. Later was hij vooral geïnteresseerd in de combinatie van krachtige penseelstreken en pasteuze oppervlakbehandeling zodat het werk meer reliëf kreeg.
Aan de andere kant van het spectrum ziet men de fijnzinnige aquarellen en lyrische inkttekeningen van het met ondersteuning van Sartre gemaakte werk.

## Werken
- Objets Flottants (la banane), 1932, olieverf op doek, 46 × 38 cm
- Samenstelling rond 1947, olieverf, grattage, tubedruk op canvas, 81 x 64,7 cm, Hamburger Kunsthalle

## Tentoonstellingen
- 1965/1966: Wols - Schilderijen - Aquarellen - Tekeningen - Foto's, Frankfurter Kunstverein, Frankfurt[8]
- 2012: Circus Wols, curator: Olaf Metzel, Weserburg Museum für moderne Kunst, Bremen[7]

## Groepstentoonstellingen
- 2010: Wrong, Kunst im Tunnel, Düsseldorf, samengesteld door Katharina Fritsch en Gertrude Peters.